# Kanton Asnières-sur-Seine-Nord
Der Kanton Asnières-sur-Seine-Nord war von 1967 bis 2015 ein französischer Wahlkreis im Arrondissement Nanterre, im Département Hauts-de-Seine und in der Region Île-de-France.
Der Kanton bestand aus einem Teil der Stadt Asnières-sur-Seine.

## Bevölkerungsentwicklung
| 1990   | 1999   | 2008   |
| ------ | ------ | ------ |
| 42.024 | 43.453 | 44.624 |